# Nouria Yamina Zerhouni
Nouria Yamina Zerhouni, née dans la wilaya de Tlemcen en Algérie, est une fonctionnaire dans l'administration publique en Algérie, ancienne ministre et ancienne  walie.

## Biographie
Nouria Yamina Zerhouni a été recrutée en qualité d'administratrice en 1979 à la wilaya de Tlemcen, et elle a gravi les échelons de l'administration algérienne.
Elle a été secrétaire générale à la wilaya d'Oran avant d'être promue walie de Mostaganem.
Elle a été membre de la délégation de wilaya de Tlemcen où elle a fait un mandat de cinq ans de 1992 à 1997, tout en étant directrice de la réglementation (DRAG).
Elle a fait un mandat de cinq ans à la délégation spéciale de la wilaya de Tlemcen, et a occupé le poste de directrice de la réglementation (DRAG) pendant quatre années dans la même wilaya, ensuite secrétaire générale à la wilaya d’Oran pendant une année, puis walie de Tipaza pendant cinq ans et walie de Mostaganem pendant six ans.
Accusée de corruption, elle est condamnée à 5 ans de prison ferme le 10 décembre 2019 puis acquittée en appel le 28 janvier 2021.

## Études
Nouria Yamina Zerhouni est diplômée de l'École Nationale de l'Administration (ENA) en 1979.

## Itinéraire
| N° | Fonction                                                                         | Début             | Fin               |
| -- | -------------------------------------------------------------------------------- | ----------------- | ----------------- |
| 01 | École Nationale de l'Administration (ENA)                                        | 1977              | 1979              |
| 02 | Responsable Administrative à la wilaya de Tlemcen                                | 1979              | 1989              |
| 03 | Chef de Service dans la wilaya de Tlemcen                                        | 1989              | 1994              |
| 04 | Directrice de l'Organisation et des Affaires Générales dans la wilaya de Tlemcen | 1994              | 1998              |
| 05 | Secrétaire Générale de la wilaya d'Oran                                          | 1998              | 1999              |
| 06 | Walie de Tipaza                                                                  | 22 août 1999      | 17 août 2004      |
| 07 | Walie de Mostaganem                                                              | 17 août 2004      | 30 septembre 2010 |
| 08 | Walie de Aïn Témouchent                                                          | 30 septembre 2010 | 5 mai 2014        |
| 09 | Ministre du Tourisme (Gouvernement Abdelmalek Sellal III)                        | 5 mai 2014        | 14 mai 2015       |
| 10 | Walie de Boumerdès                                                               | 23 juillet 2015   | septembre 2018    |